# Leonor da Áustria, Duquesa de Mântua
Leonor de Áustria ou Leonor de Habsburgo (Viena, 2 de novembro de 1534 – Mântua, 5 de agosto de 1594) foi duquesa consorte de Mântua e Monferrato como esposa de Guilherme Gonzaga. Era filha do imperador  Fernando I do Sacro Império Romano-Germânico e de Ana da Boêmia e Hungria.

## Família

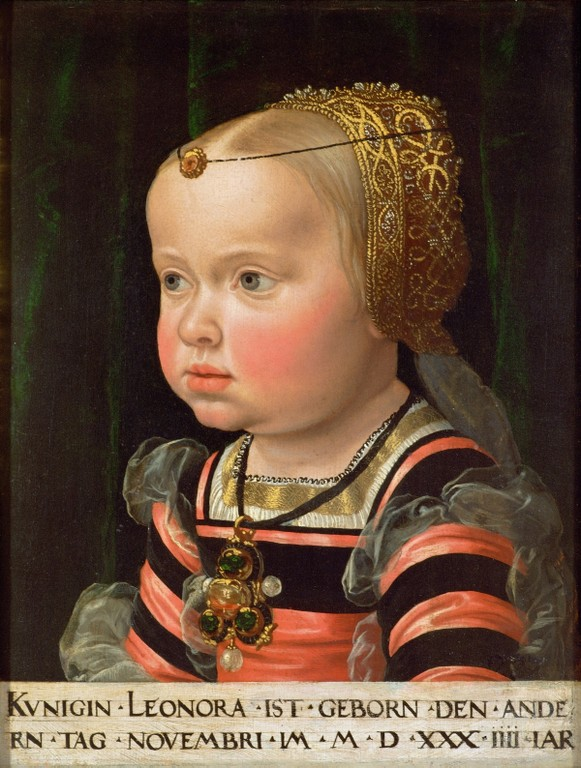
Leonor retratada em 1536 por Jakob Seisenegger.

Leonor foi a oitava criança (sexta menina) a nascer do casamento de seus pais, num total de quinze filhos, donde se salienta o futuro imperador Maximiliano II e as arquiduquesas Bárbara e Joana que, ao casaram, respetivamente, com Afonso II d'Este e Francisco I de Médici, foram, tal como Leonor, instrumento da política de alianças do pai, que pretendia acentuar a influência dos Habsburgos em Itália.
Joana de Áustria e o marido, Francisco I de Médici, foram os pais de Maria de Médici, pelo que Leonor foi tia daquela rainha de França.
Leonor foi educada numa radical ortodoxia católica ao ponto de recusar dois projectos matrimoniais dado que os noivos eram luteranos: primeiro com o rei Cristiano III da Dinamarca e, depois, com João Frederico II da Saxónia.

## Casamento e descendência
Leonor veio a casar com Guilherme Gonzaga, Duque de Mântua em 26 de abril de 1561, que esperava deste modo, obter o apoio imperial para consolidar o seu domínio sobre o Monferrato.
Deste casamento nasceram três filhos:
- Vicente (Vincenzo) (1562–1612), que casou com Leonor de Médici (sobrinha de Leonor);
- Margarida (Margherita) (1564–1618), que casou com Afonso II d´Este;
- Ana Catarina (Anna Caterina) (1566–1621), que casou com o seu tio materno, o arquiduque Fernando II.

Aos 5 anos, a filha de Leonor, Ana Catarina, contraiu febres altas e quase que morreu, ficando doente cerca de dois anos. Finalmente, Leonor e Guilherme rogaram à Virgem Maria, prometendo que a educariam como uma filha de Deus se ela sobrevivesse. Rapidamente Ana melhorou tendo, depois, tido conhecimento da intervenção da Virgem Maria e da promessa que os pais haviam feito. Daí em diante, Leonor educou a filha em total devoção a Maria. Ao longo da sua juventude, Ana Catarina mostrou um enorme sentido de piedade.
Leonor morreu no dia 5 de agosto de 1594 com 59 anos. Deste agosto de 1587 que era viúva, altura em que pronunciara um voto de castidade. Na altura, era um dos últimos filhos de Fernando I e de Ana Jagelão ainda vivos; o único irmão que lhe sobreviveu foi o arquiduque Fernando II que veio a falecer no ano seguinte.